# 魔女宝鑑 〜ホジュン、若き日の恋〜
『魔女宝鑑 〜ホジュン、若き日の恋〜』（原題：마녀보감　英：Mirror of the Witch）は、2016年5月13日から同年7月16日にかけて放送された韓国・JTBCのテレビドラマ。全20話。

## 概要
このテレビドラマは朝鮮時代の医師で「東医宝鑑」を遺した許浚（ホ・ジュン）の青年期を題材に庶子に生まれた許浚が宮廷の陰謀によって捨てられ魔女となった王女の出会いで運命を翻弄される物語である。主演は『製パン王 キム・タック』のユン・シユン。ユン・シユンはこの作品で除隊後初の出演で初時代劇出演となった。

## 登場人物
- ホ・ジュン：ユン・シユン（老年：キム・ガプス）[1][2]
- ヨニ：キム・セロン
- チェ・プンヨン：クァク・シヤン
- チェ・ヒョンソ：イ・ソンジェ
- 星宿庁の巫女ホンジュ：ヨム・ジョンア
- 大妃ユン氏：キム・ヨンエ
- 明宗：イ・ダウィ
- 王妃→大妃シム氏：チャン・ヒジン
- ヘラン：チョン・インソン
- トンネ：チェ・ソンウォン
- ヨグァン：イ・イギョン
- ソルゲ：ムン・ガヨン
- ホ・オク：チョ・ダルファン
- 宣祖：イ・ジフン
- 王妃パク氏：カン・ハンナ

## スタッフ
- ディレクター：チョ・ヒョンタク